# Збірна Бельгії з хокею із шайбою
Збірна Бельгії з хокею із шайбою — національна чоловіча збірна команда Бельгії, яка представляє країну на міжнародних змаганнях з хокею. Функціонування команди забезпечується Королівською бельгійською федерацією хокею на льоду.

## Історія
Першим матчем бельгійської національної збірної вважається гра проти збірної Франції, проведена 4 березня 1905 року. За три роки, у 8 грудня 1908 року, Королівська бельгійська федерація стала одним із засновників Міжнародної федерації хокею із шайбою (IIHF).
Протягом 1910—1932 років збірна брала участь у чемпіонатах Європи, що проводилися IIHF. Найбільшим успіхом збірної Бельгії була перемога у континентальній першості 1913 року, крім цього команда одного разу виборювала срібло (1927) та двічі — бронзу (1910 та 1911) чемпіонатів Європи. Протягом 1920—1936 років збірна Бельгії з хокею чотири рази була учасником хокейних турнірів в рамках Зимових Олімпійських ігор.
Бельгійська збірна була також учасником першого чемпіонату світу з хокею, проведеного 1930 року, та до 1950 року була постійним учасником турнірів серед найсильніших хокейних команд світу. Зі зростанням популярності хокею у світі та появою нових національних команд з цього виду спорту бельгійці поступово втратили свої позиції і з 1951 року вибули з елітного дивізіону чемпіонату світу до Групи B, а пізніше і до Групи C світового хокею. 
Останні 50 років збірна Бельгії змагалася у другому, третьому, а іноді і четвертому за силою дивізіонах чемпіонатів світу.

## Виступи на чемпіонаті світу
- 1930 — 10-е місце
- 1933 — 12-е місце
- 1934 — 11-е місце
- 1935 — 14-е місце
- 1939 — 12-е місце
- 1947 — 8-е місце
- 1949 — 9-е місце
- 1950 — 7-е місце
- 1951 — 4-е місце Група B
- 1952 — 5-е місце Група B
- 1955 — 6-е місце Група B
- 1956 — 3-є місце Група B
- 1961 — 6-е місце Група C
- 1963 — 6-е місце Група C
- 1970 — 7-е місце Група C
- 1971 — 8-е місце Група C
- 1975 — 7-е місце Група C
- 1977 — 6-е місце Група C
- 1978 — 8-е місце Група C
- 1987 — 6-е місце Група C
- 1989 — 1-е місце Група D
- 1990 — 8-е місце Група C
- 1991 — 9-е місце Група C
- 1992 — 5-е місце Група C1
- 1993 — 8-е місце Група C
- 1994 — 5-е місце Група C2
- 1995 — 5-е місце Група C2
- 1996 — 4-е місце Група D
- 1997 — 8-е місце Група D
- 1998 — 4-е місце Група D
- 1999 — 4-е місце Група D
- 2000 — 2-е місце Група D
- 2001 — 5-е місце Дивізіон II, Група B
- 2002 — 2-е місце Дивізіон II, Група  A
- 2003 — 1-е місце Дивізіон II, Група B
- 2004 — 6-е місце Дивізіон I, Група B
- 2005 — 4-е місце Дивізіон II, Група B
- 2006 — 3-є місце Дивізіон II, Група A
- 2007 — 2-е місце Дивізіон II, Група A
- 2008 — 2-е місце Дивізіон II, Група A
- 2009 — 2-е місце Дивізіон II, Група B
- 2010 — 3-є місце Дивізіон II, Група A
- 2011 — 4-е місце Дивізіон II, Група A
- 2012 — 1-е місце Дивізіон II, Група B
- 2013 — 2-е місце Дивізіон II, Група A
- 2014 — 5-е місце Дивізіон II, Група A
- 2015 — 2-е місце Дивізіон II, Група A
- 2016 — 3-є місце Дивізіон II, Група A
- 2017 — 4-е місце Дивізіон II, Група A
- 2018 — 5-е місце Дивізіон II, Група A
- 2019 — 6-е місце Дивізіон II, Група A
- 2022 — 3-є місце Дивізіон IIB
- 2023 — 2-е місце Дивізіон IIB
- 2024 — 1-е місце Дивізіон IIB
- 2025 — 4-е місце Дивізіон IIA